# Daphne-Caruana-Galizia-Preis für Journalismus

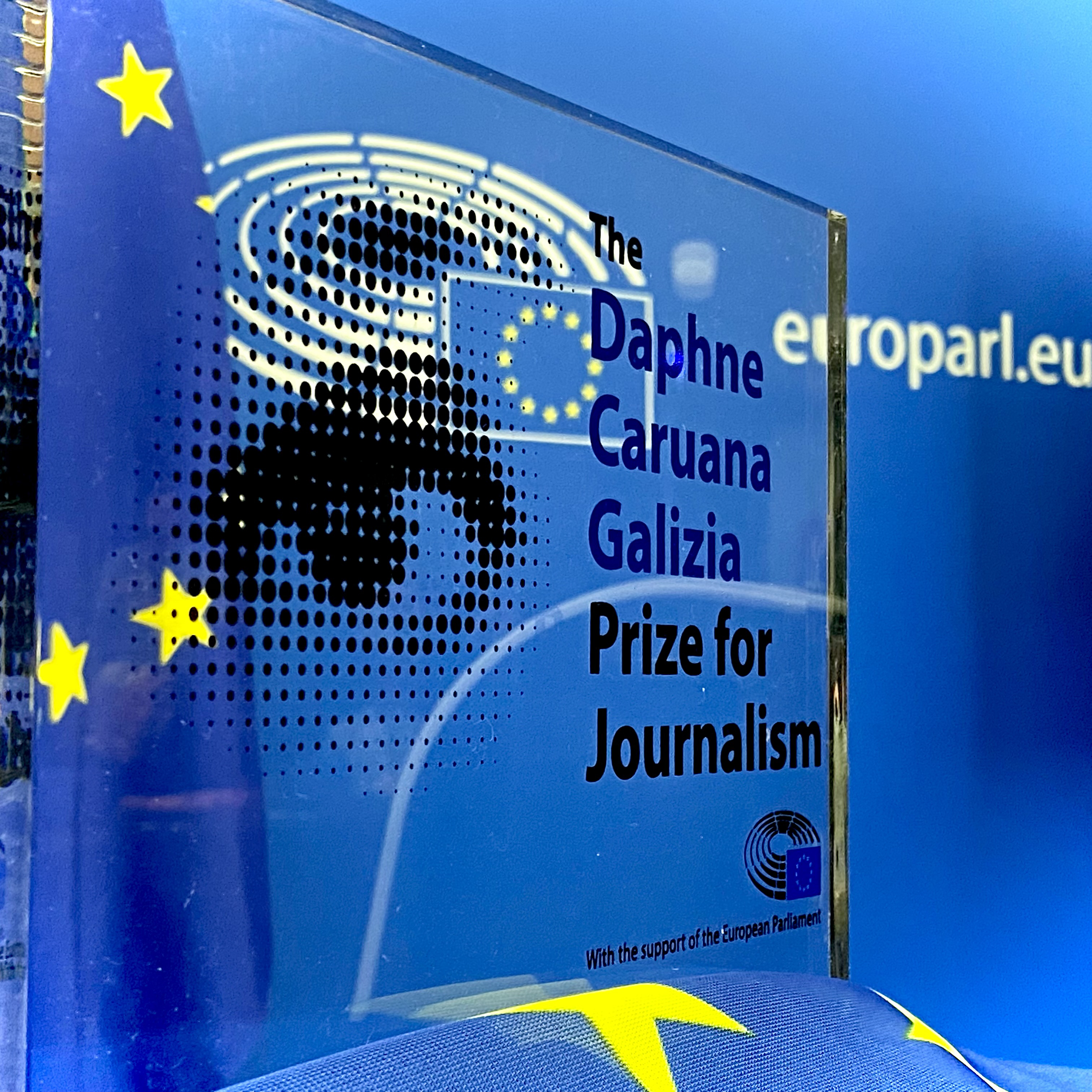
Daphne-Caruana-Galizia-Preis für Journalismus (2022)

Der Daphne-Caruana-Galizia-Preis für Journalismus ist eine Auszeichnung der Europäischen Union.

## Geschichte und Charakteristik
Der Preis wurde im Dezember 2019 vom Präsidium des Europäischen Parlaments zu Ehren der bei einem Bombenanschlag getöteten maltesischen Bloggerin und Enthüllungsjournalistin Daphne Caruana Galizia ins Leben gerufen. Ausgezeichnet werden audiovisuelle Medien, Print- oder Onlinemedien, die in einem der 27 Mitgliedsstaaten der EU von professionellen Journalisten veröffentlicht wurden und zur Förderung der Prinzipien und Werte der EU beitragen, die in der Europäischen Charta der Grundrechte verankert sind. Dazu zählen Menschenwürde, Freiheit, Demokratie, Gleichstellung, Rechtsstaatlichkeit sowie Menschenrechte. Eine unabhängige Jury aus Vertretern der Presse und Zivilgesellschaft entscheiden über die jährliche Preisvergabe. Er wird jeweils um den 16. Oktober herum überreicht, dem Tag der Ermordung der Journalistin. Das Preisgeld beträgt 20.000 Euro. Erstmals verliehen wurde der Preis 2021.

## Preisträger
2021:
- Beitrag Pegasus: die neue Waffe, die Journalisten weltweit zum Schweigen bringen soll • Forbidden Stories des Journalistenteams des Pegasus-Projekts, das vom französischen Reporter-Netzwerk Forbidden Stories koordiniert wird, das Recherchen bedrohter, inhaftierter oder ermordeter Journalisten fortsetzt.[3]

2022:
- Clément Di Roma und Carol Valade für ihren Dokumentarfilm Zentral-Afrika: Die Söldner aus Russland, eine Koproduktion von Découpages / Arte G.E.I.E.[4]

2023:
- Ein griechisch-deutsch-britisches Konsortium für die Recherche zum Untergang des Flüchtlingsboots 'Adriana' mit über 600 Toten.[5]

2024:
- Lost in Europe für seine Recherchen zum Verschwinden von mehr als 50.000 unbegleiteten Kindermigranten[6]

## Einzelbelege
1. ↑  20220502IPR28408/caruana-galizia-preis-fur-journalismus-aufruf-zur-einreichung-von-beitragen Europäisches Parlament Aktuelles vom  3. Mai 2022: Daphne-Caruana-Galizia-Preis für Journalismus: Aufruf zur Einreichung von Beiträgen, abgerufen am 28. Mai 2022
2. ↑  Standard vom 14. Oktober 2021: Journalismuspreis: Erster Daphne-Caruana-Galizia-Preis geht an Reporter-Netzwerk. Recherchen zu Spionage-Software Pegasus mit Europäischem Journalismuspreis ausgezeichnet, abgerufen am 28. Mai 2022
3. ↑  Europäisches Parlament Aktuelles vom 14. Oktober 2021: Daphne-Caruana-Galizia-Preis für Journalismus 2021 geht an das Pegasus-Projekt, abgerufen am 28. Mai 2022
4. ↑  Europäisches Parlament Aktuelles vom 20. Oktober 2022: Journalistenpreis des Parlaments 2022 für Film über Einfluss Russlands in Afrika, abgerufen am 20. Oktober 2022
5. ↑  Europäisches Parlament Aktuelles vom 17. Oktober 2023: Journalismuspreis 2023 des Europäischen Parlaments für Recherche zum Schiffsunglück vor Pylos, abgerufen am 18. Oktober 2023
6. ↑  Europäisches Parlament Aktuelles Pressemitteilung vom 24. Oktober 2024: Daphne-Caruana-Galizia-Preis für Journalismus 2024 für Recherchen zu vermissten unbegleiteten minderjährigen Migranten , abgerufen am 25. Oktober 2024